# پرستار (فیلم ۲۰۱۱)
پرستار یا پرستار بچه (به انگلیسی: The Sitter) فیلمی محصول سال ۲۰۱۱ و به کارگردانی دیوید گوردون گرین است. در این فیلم بازیگرانی همچون جونا هیل، مکس رکوردز، آری گرینر، جی. بی اسموو، سم راکول، لندری بندر، کایلی بانبری، سمیرا وایلی، الکس وولف، متد من، ارین دنیلز، دی دبلیو موفت، جسیکا هکت، بروک آلتمن و نیکی کت ایفای نقش کرده‌اند.